# Brønnsletten
Brønnsletten este o localitate din comuna Rauma, provincia Møre og Romsdal, Norvegia, cu o suprafață de 0,16 km² și o populație de 245 locuitori (2013).